# دهستان زهک
دهستان زهک نام دهستانی در بخش مرکزی شهرستان زهک، استان سیستان و بلوچستان در ایران است.

## جمعیت
براساس سرشماری مرکز آمار ایران در سال ۱۳۸۵، جمعیت آن ۲۹۱۹۸ نفر (۵۸۴۱ خانوار) بوده‌است.